# Superalimento

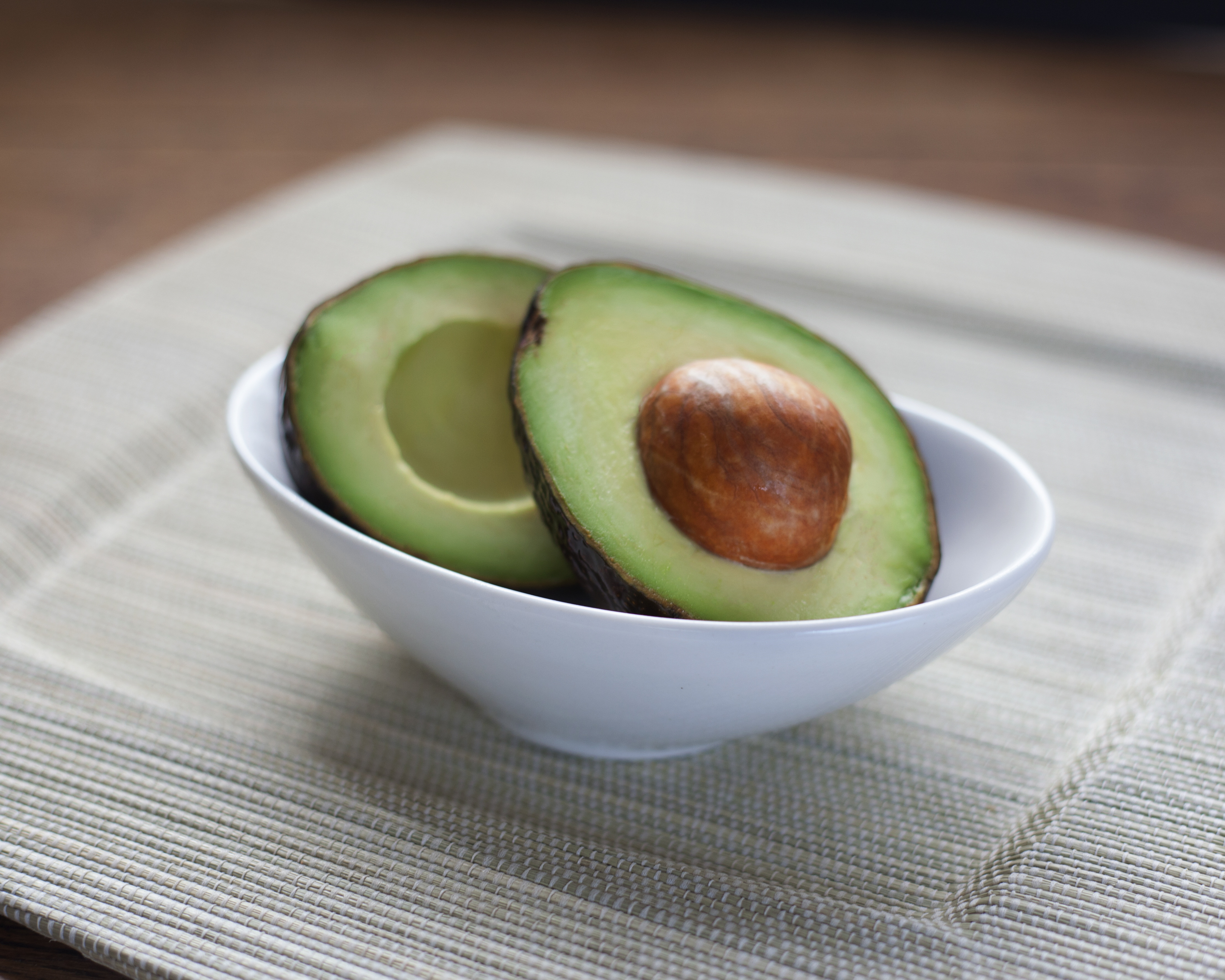
Entre los años 2010 y 2020, el mundo ha vivido la expansión comercial de la industria del aguacate, en parte por la exitosa estrategia de marketing que lo calificaba como «superalimento».

Un superalimento (o en inglés, superfood) es un término usado en estrategias de marketing para referirse a ciertos alimentos que aparentemente proporcionan numerosos beneficios a la salud humana resultado de una alta densidad nutricional. El término no suele ser usado por los expertos, dietistas y científicos de nutrición, puesto que muchos de ellos cuestionan la veracidad de varios alimentos considerados «superalimentos». Eso no quiere decir que no existan tales superalimentos, sino que muchas veces se incluyen en esta categoría alimentos que contienen un valor nutricional «normal» (no-excepcional). Incluso sin evidencia científica de un contenido excepcional de nutrientes, muchas frutas «exóticas» o variedades antiguas de granos se comercializan con la denominación de «superalimento», «superfruta» o «supergrano», tras ser introducidos (o reintroducidos) en los mercados occidentales. Estas definiciones suelen ser un buen reclamo que incluir en el etiquetado de los alimentos.
Desde 2007, la comercialización de productos como «superalimentos» está prohibida en la Unión Europea, a menos que estuviesen respaldados por una investigación científica creíble.

## Uso del término

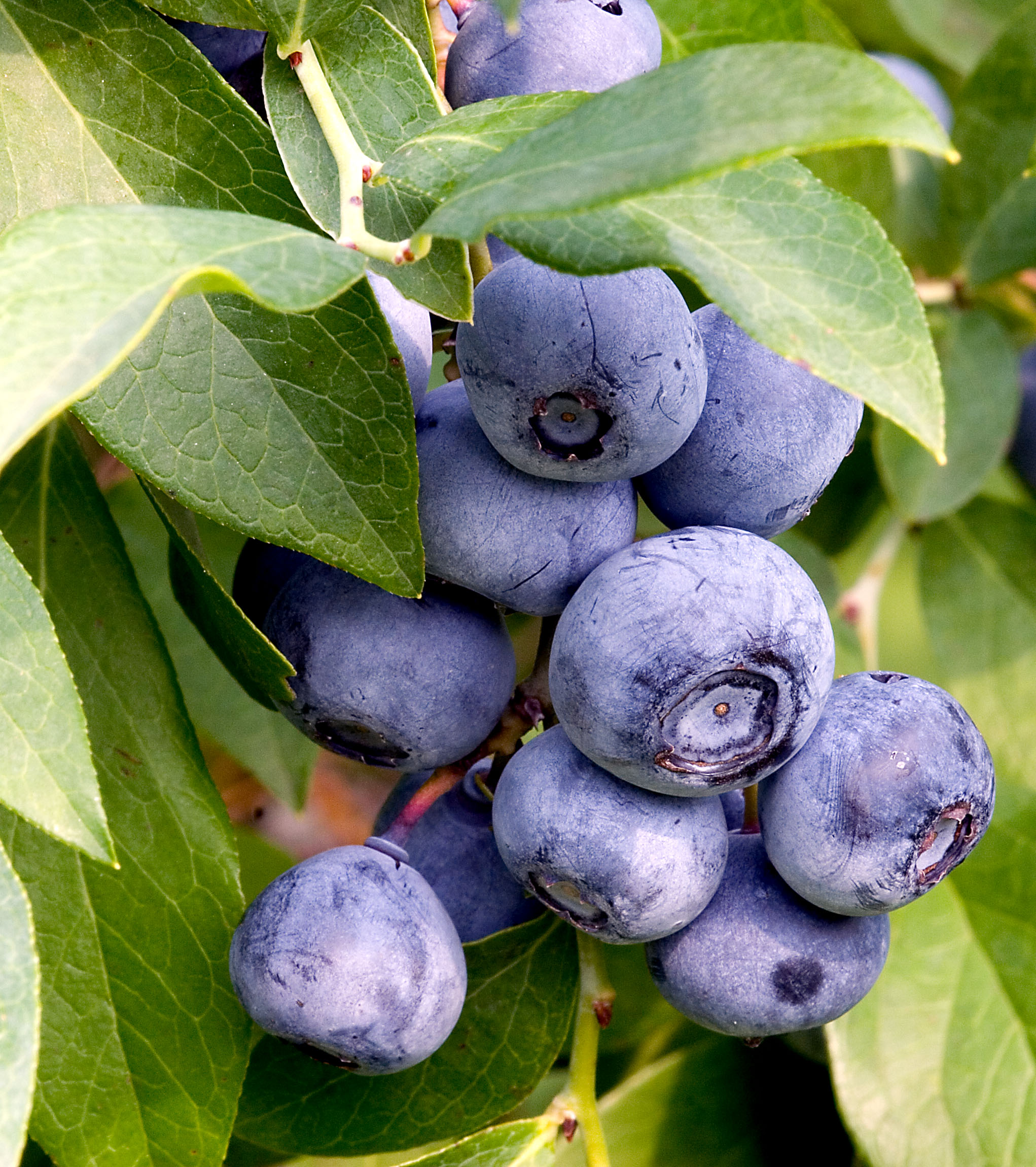
Comúnmente citado como un superalimento, los arándanos en realidad proporcionan niveles moderados de nutrientes en comparación con muchas verduras y otras frutas.

El término superalimento no tiene una definición oficial por parte de las autoridades reguladoras en los principales mercados de consumo, como la FDA o el USDA en los Estados Unidos o la EFSA en Europa. Al parecer, se usó por primera vez el término superfood en un periódico canadiense en 1949 cuando se refería a las supuestas cualidades nutricionales de un muffin. A fines del siglo XX y principios del XXI, el término «superalimento» se utilizó como estrategia de marketing para aumentar la venta de ciertos alimentos específicos, así como suplementos dietéticos, alimentos con un particular aditivo alimentario y libros de autoayuda sobre nutrición, que prometen mejorar la salud. Los productos «superalimentarios» se suelen vender a un precio más alto que los alimentos similares que no se comercializan con la etiqueta.
Desde 2007, la comercialización de productos como «superalimentos» está prohibida en la Unión Europea a menos que estuviera acompañada de una declaración específica y autorizada sobre sus propiedades saludables, respaldada por una investigación científica creíble. El fallo fue una guía de comercialización emitida a los fabricantes para asegurar pruebas científicas o evidencia de por qué un alimento sería etiquetado como «extra saludable» o clasificado como un «superalimento». El EUFIC declaró que no era práctico que las personas tuvieran una dieta basada solo en superalimentos cuando los nutrientes se proporcionan fácilmente a partir de una dieta basada en una diversidad de alimentos, especialmente una dieta que incluye frutas y verduras.
Según Cancer Research UK, «el término superfood es realmente solo una herramienta de marketing, con poca base científica».  Aunque los superalimentos a menudo se promueven para prevenir o curar enfermedades, incluido el cáncer, Cancer Research UK advirtió que «no pueden sustituir a una dieta saludable y equilibrada». Según Catherine Collins, dietista jefe del Hospital St George en Londres, el término puede ser dañino: «Hay tantas ideas erróneas sobre los superalimentos que no sé dónde comenzar a desmantelar todo el concepto».
Las «superfrutas» son un subconjunto de superalimentos que se usaron por primera vez en 2004. La designación de una fruta como «superfrutas» depende totalmente del fabricante del producto, ya que el término se usa principalmente para crear una demanda del consumidor.

## Ejemplos
- La empresa argentina Taragüí, principal productora de yerba mate, asegura en su página web que la yerba mate es un superalimento, a pesar de que no incluye ningún estudio científico que avale tal afirmación.[17]
- La organización holandesa de seguridad alimentaria Voedingscentrum señaló que los vendedores de declaraciones de propiedades saludables que solían vender bayas de goji, semillas de cáñamo, semillas de chía y pasto de trigo no estaban científicamente probados.[18] La organización advirtió que las personas que consumieron tales alimentos en grandes cantidades pueden desarrollar una «dieta deteriorada y unilateral».
- Las bayas permanecen bajo investigación y no tienen evidencia de proporcionar beneficios para la salud diferentes de otras frutas frescas.[2][12][19] Específicamente, los arándanos no son especialmente densos en nutrientes (una característica atribuida a los superalimentos); tienen un contenido moderado de solo tres nutrientes esenciales: vitamina C, vitamina K y manganeso.[6]

## Historia y economía

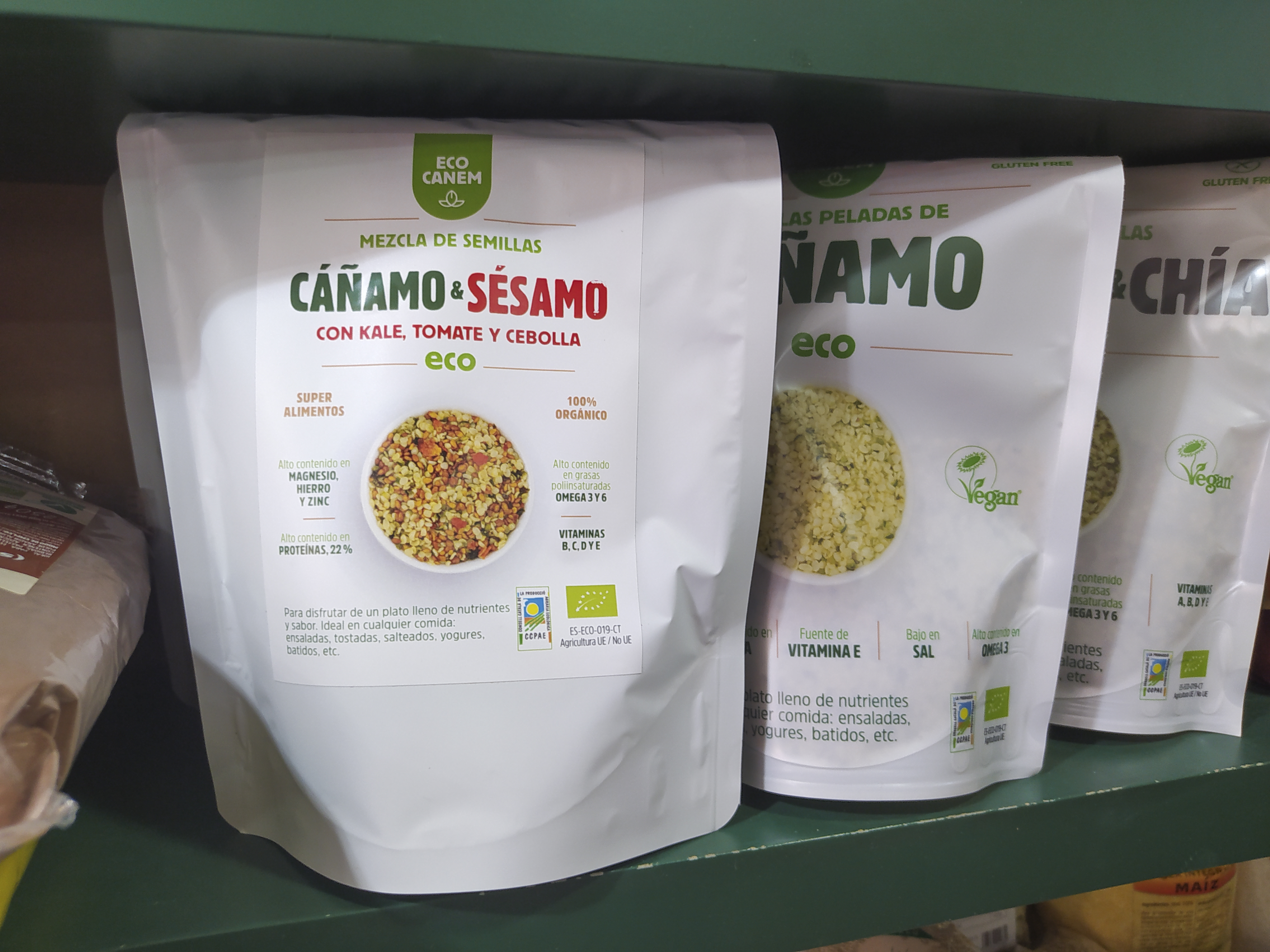
Producto de semillas de cáñamo y sésamo, etiquetado como «superalimento».

En 2007, se pronosticó que la categoría de superalimentos se convertiría en una industria global de mil millones de dólares para 2011, y se esperaba que fuesen a ingresar en el mercado varios miles de nuevos productos de superfrutas. Según Datamonitor, los lanzamientos de productos de superfrutas crecieron a una tasa del 67% (2007–2008), pero experimentaron una erosión de categoría significativa a partir de 2011, cuando las introducciones de productos alimenticios y no alimenticios con granada, açaí o goji disminuyeron en un 56% (2011–2012 vs. 2009-2010).
Más de una docena de publicaciones de la industria sobre alimentos y bebidas funcionales se han referido a varias especies exóticas como «superfrutas», con estimaciones para unas 10.000 introducciones de nuevos productos en 2007-2008.  Las frutas relativamente raras originarias de Oceanía (noni), China (goji, espino amarillo), Sudeste asiático (mangostán) o Sudamérica tropical (açaí) y desconocidas para los consumidores estadounidenses estuvieron entre las primeras oleadas de superfrutas utilizadas con éxito en la fabricación de productos entre 2005 y 2010, pero su popularidad disminuyó de 2010 a 2013. Sin embargo, el interés del consumidor en los nuevos productos que utilizan granada se mantuvo constante durante ese tiempo.
La compañía Tahitian Noni comenzó a vender jugo de noni en 1996 y logró miles de millones de dólares en ventas durante sus primeros 10 años. Informes anteriores mostraron que los productos a base de granada crecieron casi un 400% durante 2005–2007 a partir del lanzamiento de nuevos productos, una ganancia que superó los 6 años anteriores. Del mismo modo, las ventas de XanGo, un jugo de frutas que contiene jugo de mangostán, crecieron de $40 millones en 2002 a $200 millones en 2005.
Los fabricantes pueden usar algunas frutas para mejorar el sabor de los productos alimenticios en un intento de enmascarar otros gustos o proporcionar impresiones de novedad y salud. En 2005 se introdujeron cinco mil productos nuevos basados solo en bayas. La categoría de «superfrutas» fue una de las 10 principales tendencias mundiales en productos de consumo en 2008. Sin embargo, en 2013, la innovación en productos de superfrutas parecía estar en declive, con menos nuevas introducciones a la categoría.
Durante los años 2011 a 2015, el número de productos alimenticios o bebidas que en Estados Unidos contienen las palabras superfood, superfruit o supergrain se ha duplicado. Los granos, como la quinua, la cebada, la espelta y el mijo, se comercializan como superalimentos heritage («vestigiales») o ancient («antiguos») porque se han consumido durante siglos, se perciben como un alimento integral y requieren un procesamiento mínimo.